# Gentamicin
Gentamicin je aminoglykosid se širokým spektrem účinku pro parenterální použití (vedlejší účinky v závislosti na koncentraci). Byl izolován v roce 1963 z Micromonospora purpurea. Má bakteriostatický až baktericidní účinek na většinu gramnegativních bakterií, včetně pseudomonád, stafylokoků. Neúčinkuje na enterokoky, mykobakterie a anaerobní bakterie, vstup do bakteriální buňky je aero-dependentní. Pravidelný vznik rezistence (enzymatická inaktivace acetylázami a fosfotransferázami, částečně i impermeabilita buněčné stěny a alterace vazebných proteinů). Gentamicin je značně toxický – ototoxicita (vestibulární funkce), nefrotoxicita (postižení proximálních tubulů ledvin). Využití: terapie závažných infekcí a sepsí, často v kombinaci s beta-laktamovými antibiotiky, močové a stafylokokové infekce, novorozenecký zánět spojivek. Pro předejití toxicitě je u systémového podání žádoucí monitorování plazmatických koncentrací.
Gentamicin je znám především z chirurgie – při úporném hnisání, těžce léčitelné hnisavé píštěle (a pod.) se do svalu okolo periostu zavádí tzv. gentamicinový řetězec (znám spíše jako gentamicinové kuličky). Takto vpravené antibiotikum napomáhá a) zamezení kultivaci bakterií (v lepším případě je i hubí), b) částečně přispívá k urychlení procesu hojení.